# سمندرک لطیف
سمندرک لطیف (نام علمی: Lissotriton vulgaris) نام یک گونه از سرده سمندرک‌های کوچک است.